# Le Grand-Pressigny
Le Grand-Pressigny is een gemeente in het Franse Kanton Grand-Pressigny dat behoort tot het departement Indre-et-Loire (regio Centre-Val de Loire). De plaats maakt deel uit van het arrondissement Loches. Le Grand-Pressigny telde op 1 januari 2022 879 inwoners.

## Geografie
De oppervlakte van Le Grand-Pressigny bedroeg op 1 januari 2022 39,55 vierkante kilometer; de bevolkingsdichtheid was toen 22,2 inwoners per km².

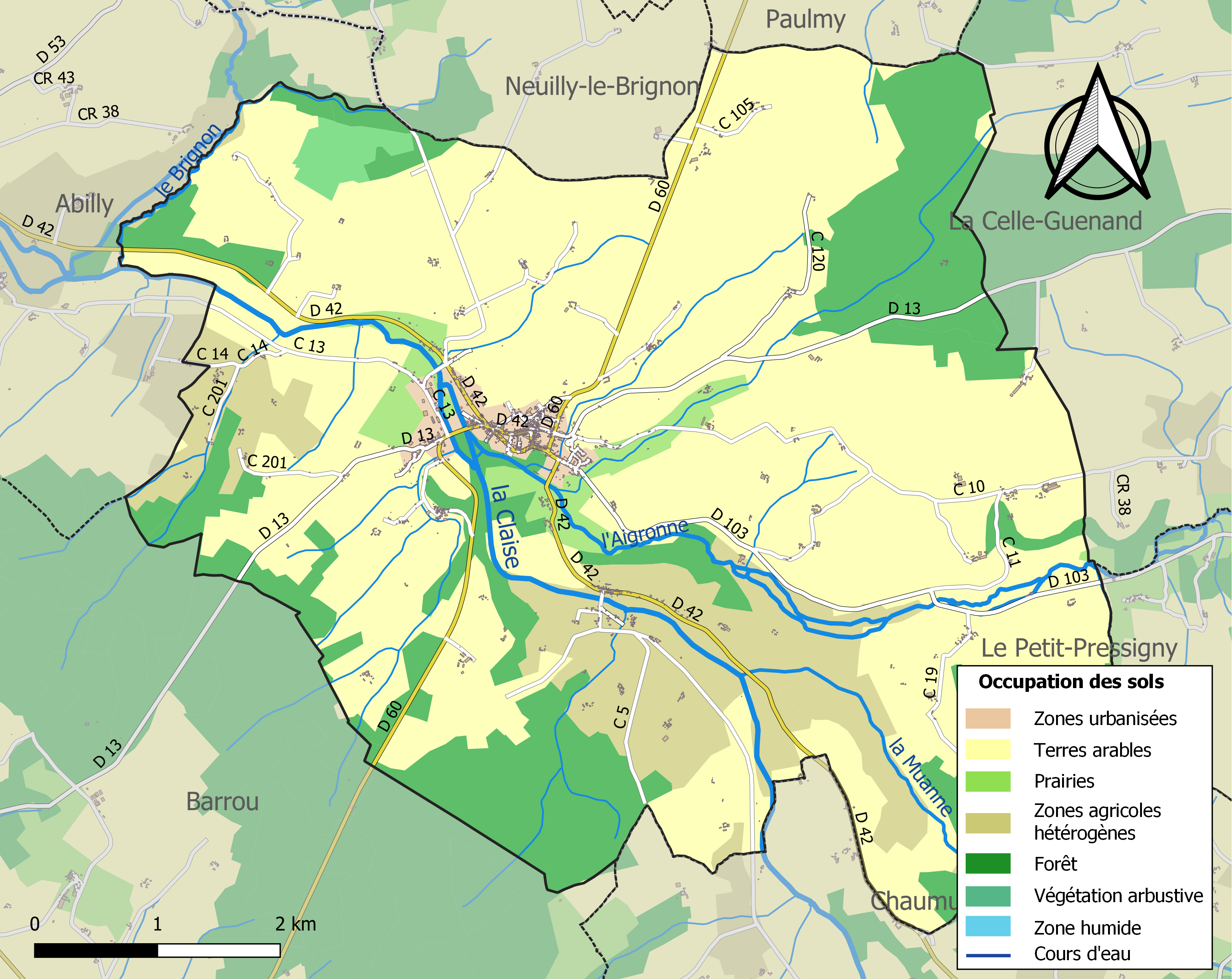
Kaart van de gemeente met belangrijkste infrastructuur, bodemgebruik en omliggende gemeenten

## Demografie
Onderstaande figuur toont het verloop van het inwonertal (bron: INSEE-tellingen).

## Varia
De geschiedenis van Le Grand-Pressigny (met aandacht voor de effecten van de komst van de spoorweg) is beschreven in Ons huis aan het spoor.